# 핀타병
핀타병(Pinta)은 매독을 유발하는 박테리아와 유사한 박테리아의 감염으로 인한 인간 피부 질환이다. 이 질병은 멕시코, 중앙아메리카 및 남아메리카 등 위생 상태가 좋지 못한 열대 지방에서 주로 발생한다. 또한 15~30세에게서 주로 나타난다. 원래는 아메리카 대륙에만 있는 질병이었으나, 콜럼버스의 교환으로 구대륙에도 유입되었다. 대한민국에서는 아직까지 발병 사례는 없지만, 4군 전염병으로 지정되어 해외 유입에 대비하고 있다.

## 징후 및 증상
피부에 국한되는 감염병인 핀타병은 피부 대 피부 접촉에 의해 전염되는 것으로 생각된다. 그러나 상처가 없는 일반적인 피부로는 전염되지 않는다. 2~3주의 잠복기 후 구진이 생겨나며, 피부가 비대 해지고 과각화된다. 증상은 일반적으로 팔과 다리의 노출 된 표면에 나타난다. 국소 림프절이 확대 될 수 있다. 3~9 개월 후 더 두껍고 편평한 증상이 몸 전체에 나타난다. 일반적으로 나아지기는 하지만, 핀타병을 앓고있는 일부 사람들에게는 과다 색소 침착 과 탈색소 가 섞여서 피부가 변색되는 색소 변화를 특징으로하는 말기 질환이 계속 진행된다.

## 원인
핀타병은 박테리아인 트레포네마(treponemal)감염에 의해 발생한다.

## 치료
이 질병은 페니실린, 테트라시클린(임산부에게는 사용되지 않음), 아지트로마이신 또는 클로람페니콜로 치료할 수 있으며 공중보건 당국의 접촉 추적을 통해 예방할 수 있다. 또한 열악한 위생 환경에서 빠르게 전염되기 때문에 위생 상태 개선도 도움이 된다.